# Saint-Pierre-du-Mesnil
Saint-Pierre-du-Mesnil foi uma antiga comuna francesa na região administrativa da Normandia, no departamento de Eure. Estendia-se por uma área de 8,18 km². Em 2010 a comuna tinha 110 habitantes (densidade: 13,4 hab./km²).
Em 1 de janeiro de 2018, passou a formar parte da nova comuna de Mesnil-en-Ouche.